# Мангалуру
Мангалуру (бивш Мангалор) е град в индийския щата Карнатака, главно пристанище на Карнатака. Разположен е на 350 km на запад от столицата на щата, Бенгалуру, на Малабарското крайбережие на Арабско море, в подножието на Западните Гхати. Административен център е на окръг Дакшина Каннада (по-рано Южна Каннада) в югозападната част на Карнатака. Мангалуру е единственият град на щата, в който има всички видове транспорт – въздушен, автомобилен, железопътен и морски. C недокоснатите си плажове, широки пътища и тихи райони, Мангалуру е признат за 8-ия най-чист град на Индия. Той е включен в 13-те най-добри градове за развитие на бизнес в Индия и на 2-ро място в Карнатака (след Бангалуру).
През пристанището на Мангалуру преминава 75% от експорта на кафе и по-голямата част от експорта на кашу.
Мангалуру е многонационален град. Основни езици са тулу, конкани, каннада и биари. Това е най-големият град на региона Тулу Наду.

## Известни жители
От родените в града най-известна е Айшвария Рай.

## Галерия
- Кметството
- Политехниката на Карнатака